# HV Tachos
Tachos is een handbalvereniging uit Waalwijk in de Nederlandse provincie Noord-Brabant. Het eerste herenteam komt uit in de Eredivisie. Tachos stond in de bekerfinale van 2005 en werd in dat jaar tweede in de reguliere competitie.

## Geschiedenis
Onder leiding van Gio Antonioli promoveerde het herenteam van Tachos van regionaal niveau naar de eredivisie in 1986. Hij nam afscheid van Tachos met een tweede plaats in de competitie. Bovendien werd de halve finale van de nationale beker gehaald. 
In het seizoen 1990/1991 nam de Hongaar Bela Fekete het roer over. Hij leidde Tachos naar de tweede ronde in de IHF Cup en behaalde in datzelfde jaar ook de tweede plaats in de competitie. Na twee seizoenen nam Bela afscheid van Tachos, omdat hij zijn baan aan de Universiteit van Budapest weer diende op te nemen. 
Wil Bakker was in het seizoen 1992/1993 de trainer van Tachos. Onder zijn leiding speelde de mixture van jong en oud lange tijd mee in de strijd voor de bovenste vier plaatsen. Een plaats bij de eerste vier gaf recht op deelname aan de kampioenspoule, echter haalde Tachos dit net niet. 
In het seizoen 1993/1994 keerde Gio Antonioli terug als coach van Tachos. De doelstelling om de play-offs te bereiken werd ook dat seizoen net gemist. Aan het niet halen van de doelstelling verbond de coach zijn lot, de Pool Piotr Konitz werd het nieuwe gezicht in het seizoen 1994/1995. Geplaagd door nogal wat blessureleed kon uit de spelersgroep echter niet gehaald worden wat vooraf gedacht werd. Onder Konitz heeft Tachos respectievelijk vijfde, vierde en wederom de vierde plaats bereikt. In het seizoen 1998/1999 werd Tachos veelvuldig geplaagd door blessureleed en konden de verwachtingen niet waar gemaakt worden. De kampioenspoule werd gemist en Tachos speelde in de degradatiepoule.
In het seizoen 1999/2000 weet Tachos aansluiting te vinden met in de top 3 van de eredivisie (Aalsmeer, Sittardia en E&O) en wist zich te plaatsen voor de kampioenspoule. In de kampioenspoule werd tot de laatste play-off wedstrijd met Sittardia en E&O gestreden om een tweede plaats, die recht zou geven op een plaats in de Best-of-Five, de strijd om het landskampioenschap. Echter eindigde Tachos als vierde in de kampioenspoule. In de bekercompetitie werd eveneens goed gepresteerd: Tachos speelde (voor het eerst in haar geschiedenis) in de bekerfinale en wel tegen Aalsmeer. Door het bereiken van de tweede plaats nam Tachos het opvolgende seizoen deel aan de Cup Winners’ Cup.
In het seizoen 2004/2005 wist Tachos de Best of Five te halen, maar verloor tegen Volendam. Wel werd er voor de eerste keer de nationale beker gewonnen.
In 2008 verliet Piotr Konitz Tachos als hoofdcoach, een jaar later degradeerde het eerste herenteam uit de eredivisie. In 2013 promoveerde het team weer terug naar het hoogste niveau.

## Lijst van trainers
Heren
- 0000–1990:  Gio Antonioli
- 1990–1992:  Bela Fekete
- 1992–1993:  Wil Bakker
- 1993–1994:  Gio Antonioli
- 1994–2008:  Piotr Konitz
- 2008–2009:  Mark van Gijzel
- 0000–2009:  Paul Coenders
- 2009–2011: ?
- 2011–2014:  Frank van Ommen
- 2014–2015:  Frank van Ommen &  Martijn Verhagen
- 2014–2016:  Martijn Verhagen
- 0000–2016:  Edgar van Mierlo (a.i)
- 2016–2017:  Frank van Ommen &  Edgar van Mierlo
- 0000–2017:  Erwin Jansen (a.i.)
- 2017–2018:  Paul Coenders
- 2018–2020:  Vladan Mijaković
- 2020–2021:  Fred Michielsen
- 2021–2023:  Hans van Dijk
- 2023–0000:  Frank van Ommen

## Resultaten
Heren (1980 - heden)
- 1980 1e
Derde divisie H
- 1981 3e
Tweede divisie B
- 1982 3e
Tweede divisie B
- 1983 1e
Tweede divisie C
- 1984 4e
Eerste divisie B
- 1985 2e
Eerste divisie B
- 1986 1e
Eerste divisie B
- 1987 5e
Eredivisie
- 1988 3e
Eredivisie
- 1989 8e
Eredivisie
- 1990 2e
Eredivisie
- 1991 4e
Eredivisie
- 1992 7e
Eredivisie
- 1993 7e
Eredivisie
- 1994 6e
Eredivisie
- 1995 7e
Eredivisie
- 1996 5e
Eredivisie
- 1997 4e
Eredivisie
- 1998 4e
Eredivisie
- 1999 6e
Eredivisie
- 2000 4e
Eredivisie
- 2001 5e
Eredivisie
- 2002 9e
Eredivisie
- 2003 7e
Eredivisie
- 2004 6e
Eredivisie
- 2005 2e
Eredivisie
- 2006 3e
Eredivisie
- 2007 7e
Eredivisie
- 2008 8e
Eredivisie
- 2009 11e
Eredivisie
- 2010 12e
Eerste divisie
- 2011 12e
Eerste divisie
- 2013 2e
Eerste divisie
- 2014 10e
Eredivisie
- 2015 8e
Eredivisie
- 2016 8e
Eredivisie
- 2017 13e
Eredivisie
- 2018 10e
Eredivisie
- 2019 11e
Eredivisie
- 2020 15e
Eredivisie
- 2021
Eredivisie
- 2022 1e
Eredivisie
- 2023 6e
HandbalNL League
- 2024 5e
Eredivisie

- Eredivisie
- HandbalNL League
- Eerste divisie
- Tweede divisie
- Hoofdklasse

## Europees handbal
| Seizoen | Competitie       | Ronde | Land | Club        | Totaalscore | 1e W    | 2e W    |
| ------- | ---------------- | ----- | ---- | ----------- | ----------- | ------- | ------- |
| 2000/01 | Cup Winners’ Cup | 3R    | Vlag | RK Sintelon | 66 - 39     | 43 - 20 | 32 - 19 |
| 2005/06 | Cup Winners’ Cup | 2R    | Vlag | Hammarby    | 51 - 76     | 26 - 35 | 25 - 41 |

## Erelijst

### Heren
| Nationaal                         |    |         |
| Bekerwinnaar                      | 1x | 2004/05 |
| Eredivisie (reguliere competitie) | 1x | 2021/22 |
| Eerste divisie                    | 1x | 1985/86 |
| Tweede divisie                    | 1x | 1982/83 |
| Derde divisie                     | 1x | 1979/80 |

Green Park Handbal Aalsmeer · Herpertz Bevo HC · L. van Raak Milieutechniek/Houten  · Drenth Groep Hurry-Up · KEMBIT-LIONS · KRAS/Volendam